# Климушино (Заднесельское сельское поселение)
Климушино — деревня в Усть-Кубинском районе Вологодской области.
Входит в состав Заднесельского сельского поселения, с точки зрения административно-территориального деления — в Заднесельский сельсовет.
Расстояние по автодороге до районного центра Устья — 27,5 км, до центра муниципального образования Заднего — 9,5 км.
По переписи 2002 года население — 2 человека.